# 안성 칠장사 범종
안성 칠장사 범종(安城 七長寺 梵鐘)은 대한민국 경기도 안성시 죽산면, 칠장사에 있는 범종이다. 2010년 3월 23일 경기도의 유형문화재 제238호로 지정되었다.

## 개요
칠장사 범종은 명문상 1782년에 신안태, 이년성, 이영선, 이영준, 청봉이 제작하였다고 언급되어 있다. 범종의 형태와 문양배치에서 조선후기 전형적인 범종형식을 잘 반영하고 있다.
따라서 조선후기 불교공예사 연구에 차지하는 비중이 크다.

## 현지 안내문
이 범종은 종신의 명문을 통해 볼 때 1782년에 제작된 것임을 알 수 있다. 높이가 120cm이고, 밑지름이 75cm인 중형의 동종이다. 종 꼭대기 위에 두 개의 뿔을 가진 쌍룡이 여의주를 물고 양 발톱으로 종을 움켜잡고 있다. 상대에 8개의 범자를 양각하였다. 종신 네 곳에는 보살입상, 유곽이 번갈아 조각되어 있다. 보살상들은 모두 원형두광을 갖추고 보관을 쓰고 있다. 법의는 길고 잔잔히 나부끼는 모습을 하고 있으며 두 손은 공손히 합장을 한 모습이다. 종신을 한 가닥의 선으로 두르고 그 밑에 조성시기와 주성장 등을 양각으로 적어 놓았다. 이 범종은 범종의 형태와 문양 배치에서 조선후기의 전형적인 범종양식을 보여주는 귀중한 문화재이다.

## 참고 자료
- 안성 칠장사 범종 - 국가유산청 국가유산포털